# Hister hipponensis
Hister hipponensis är en skalbaggsart som beskrevs av Sylvain Auguste de Marseul 1854. Hister hipponensis ingår i släktet Hister och familjen stumpbaggar. Inga underarter finns listade i Catalogue of Life.